# Droga krajowa 92
Die Droga krajowa 92 (kurz DK92, pol. für ,Nationalstraße 92‘ bzw. ,Landesstraße 92‘) ist eine Landesstraße in Polen. Sie führt derzeit auf zwei Abschnitten von Rzepin über Warschau sowie Mińsk Mazowiecki bis nach Kałuszyn und stellt eine Alternativstrecke zur West-Ost-Autobahn A2 im polnischen Straßenverkehr dar. Die Gesamtlänge beträgt 453 Kilometer. Der erste Abschnitt von Rzepin bis Warschau ist 458 Kilometer, der zweite von Choszczówka Stojecka bei Mińsk Mazowiecki bis Kałuszyn 19,6 Kilometer lang.

## Geschichte
1820 begann der Straßenbau auf dem Streckenabschnitt von Warschau nach Sochaczew, der anschließend in Richtung Kalisz fortgesetzt wurde. 1827–1829 wurde die Straße von Kolo bis zur damaligen preußisch-russischen Grenze bei Gnesen erbaut.
Auf dem Streckenabschnitt zwischen Rzepin und Świebodzin verläuft die Landesstraße 92 auf der Trasse der ehemaligen Reichsstraße 167, die im Gegensatz zur DK 92 von Frankfurt (Oder) / Słubice über Kunowice nach Rzepin führte.
Mit der Reform der Nummerierung aller Landesstraßen am 9. Mai 2001 wurden die parallel zu den mautpflichtigen Autobahnen verlaufenden Strecken den Nummern 91 bis 99 zugewiesen. Mit der Fertigstellung der zur Landesstraße 2 parallel verlaufenden Abschnitte der Autobahn A2 wurde die Streckenführung der Landesstraße 2 zur Landesstraße 92 umgewidmet. Dies geschah bereits 2003 zwischen Września und Konin, 2005 zwischen Miedzichowo, Posen und Września, 2008 zwischen Konin, Kutno und Łowicz, 2011 zwischen Rzepin und Miedzichowo, 2012 zwischen Łowicz und Warschau sowie im gleichen Jahr zwischen Mińsk Mazowiecki und Kałuszyn.

## Modernisierte Abschnitte
Um die Unfallquote zu senken und die Verkehrssicherheit zu verbessern, wurde im Rahmen des Programmes Drogi Zaufania (dt. etwa „Vertrauensstraßen“) von der GDDKiA erfolgten ab 2008 entlang der Landesstraße verschiedene Modernisierungen. Die komplette Strecke der Landesstraße innerhalb der Woiwodschaft Łódź (über 74 km) wurde modernisiert. Sie wurde mit vielen Maßnahmen zur Verbesserung der Verkehrssicherheit ausgestattet. 2012 wurde ein zehn Kilometer langer Abschnitt in den Gemeinden Kłodawa und Chodów für knapp 10 Millionen Złoty modernisiert. Ein weiterer 8,4 Kilometer langer Abschnitt von Grzegorzew bis Kłodawa wurde in diesem Jahr modernisiert. In den Jahren 2010 bis 2012 wurde in Posen der Knoten Antoninek für 90 Mio. Złoty komplett erneuert.

## Lkw-Maut
Am 1. Juli 2011 wurde die Lkw-Maut zwischen dem Kreisverkehr mit der Woiwodschaftsstraße 305 bei Bolewicko und Września mit Ausnahme der Stadt Posens eingeführt. Am 1. Juni 2012 wurde der Abschnitt der Landesstraße von Września bis Łowicz mit Ausnahme des Abschnittes innerhalb von Konin für Lastkraftwagen mautpflichtig. Seit der Mauteinführung auf dem Abschnitt der A2 vom Knoten Świecko bis zum Knoten Nowy Tomyśl im Mai 2012 benutzen die Lkw bis Posen zum größten Teil die Landesstraße, da der Abschnitt der Landesstraße zwischen Rzepin und dem Kreisverkehr Bolewicko weiterhin mautfrei ist. Die Mauteinführung auf diesem Abschnitt ist noch nicht entschieden. Jedoch könnte eine Mauteinführung einen Teil des Lkw-Verkehrs wieder zurück auf die Autobahn verlagern.

## Ausbauzustand
Der Ausbauzustand der Landesstraße 92 gliedert sich wie folgt:
| Abschnitt              | Streifen | Trennstreifen | Bemerkung |
| ---------------------- | -------- | ------------- | --------- |
| Rzepin – Posen         | 2        | nein          |           |
| Stadtgebiet Posen      | 4 bzw. 2 | nein          | städtisch |
| Posen − Września       | 4        | nein          |           |
| Września – Konin       | 2        | nein          |           |
| Stadtgebiet Konin      | 4        | nein          | städtisch |
| Konin – Krośniewice    | 2        | nein          |           |
| Krośniewice            | 4        | nein          |           |
| Krośniewice – Warschau | 2        | nein          |           |

## Wichtige Ortschaften entlang der Strecke
- Rzepin
- Torzym
- Świebodzin
- Trzciel
- Lwówek
- Pniewy
- Posen
- Swarzędz
- Kostrzyn
- Nekla
- Września
- Słupca
- Golina
- Konin
- Koło
- Kłodawa
- Krośniewice
- Kutno
- Łowicz
- Sochaczew
- Ożarów Mazowiecki
- Warschau
- Choszczówka Stojecka
- Stojadła
- Mińsk Mazowiecki
- Kałuszyn